# Craig Wayans
Craig Mikel Wayans (geb. 27. März 1976) ist ein US-amerikanischer Schauspieler, Drehbuchautor und Regisseur. Er ist der Neffe von Keen, Damon, Kim, Shawn und Marlon Wayans.

## Karriere
Craig arbeitete als Produktionsassistent in dem Film “Auf Kriegsfuß mit Major Payne” (1995) seines Onkels Damon. Er half beim Schreiben des Drehbuchs zu “Scary Movie 2”. Zudem hatte er kleinere Rollen in “Hip Hop Hood – Im Viertel ist die Hölle los” (1996) und “The Sixth Man” (1997). Craig Wayans war außerdem ein regelmäßiger Autor und Produzent von Damon Wayans bekannter TV Sitcom “What’s Up, Dad?”, wie auch Damien Dante Wayans und Kim Wayans.

## Filmografie
- 1996: Hip Hop Hood – Im Viertel ist die Hölle los
- 1997: The Sixth Man
- 2001: Scary Movie 2
- 2006: Thugaboo: Miracle on D-Roc's Street (TV)
- 2009: Dance Flick – Der allerletzte Tanzfilm